# Chính trị Campuchia
Vương quốc Campuchia là một nhà nước theo thể chế quân chủ lập hiến theo quy định của Hiến pháp Campuchia năm 1993. Hệ thống quyền lực được phân định rõ giữa lập pháp, hành pháp và tư pháp gồm: Quốc vương, Hội đồng Tôn vương, Thượng viện, Quốc hội, Nội các, Toà án, Hội đồng Hiến pháp và các cơ quan hành chính các cấp.

## Hành pháp
Đứng đầu nhà nước là quốc vương Norodom Sihamoni, được Hội đồng Tôn vương lựa chọn để tấn tôn lên ngôi ngày 29/10/2004. Đứng đầu Chính phủ hiện nay gồm 01 Thủ tướng thuộc đảng chiếm đa số tại Quốc hội và 06 Phó Thủ tướng. Nội các: Hội đồng Bộ trưởng do Vua ký sắc lệnh bổ nhiệm.

## Lập pháp
Cơ quan lập pháp của Vương quốc Campuchia là Nghị viện lưỡng viện: Chủ tịch Quốc hội Samdech Heng Samrin (CPP) sau khi N. Ranarith (FUN) từ chức; có 123 ghế, bầu đại biểu theo chế độ phổ thông đầu phiếu, nhiệm kỳ 5 năm. Campuchia đã tổ chức bầu cử Quốc hội 3 lần (1993, 1998, 2003), bầu cử Quốc hội khóa 4 diễn ra vào năm 2008.
Thượng viện: Chủ tịch: Samdech Chea Sim (CPP); nhiệm kỳ 5 năm; Thượng viện có 61 ghế, trong đó 02 ghế do Vua bổ nhiệm, 02 ghế do Quốc hội chỉ định. Thượng viện nhiệm kỳ I thành lập tháng 3/1999 không qua bầu cử, các đảng có chân trong Quốc hội bổ nhiệm thành viên theo tỉ lệ số ghế có trong Quốc hội. Bầu cử Thượng viện nhiệm kỳ II diễn ra ngày 22/1/2006 thông qua bỏ phiếu kín và phi phổ thông, kết quả CPP giành 45 ghế, FUNCINPEC: 10 ghế và SRP: 02 ghế. 

## Tư pháp
Hội đồng Thẩm phán tối cao (được Hiến pháp quy định, thành lập 12/1997); Toà án Tối cao và các Toà án địa phương.
Các đảng chính trị: Hiện nay, ở Campuchia có 3 Đảng lớn là: Đảng Nhân dân Campuchia (CPP), Đảng Mặt trận đoàn kết dân tộc vì một nước Campuchia độc lập, trung lập, hoà bình và thống nhất (FUNCINPEC) là hai đảng chính đang cầm quyền. Đảng Cứu quốc Campuchia(CNRP) là đảng đối lập chính và khoảng 58 đảng phái khác.